# Zygfryd Goldfinger
Zygfryd Goldfinger przybrane nazwisko Michał Bukowski (ur. 27 stycznia 1885 w Krakowie, zm. 22 grudnia 1964 w Warszawie) – polski prawnik, działacz komunistyczny.

## Życiorys
Syn kupca i dostawcy lodu Józefa, żydowskiego pochodzenia. 1903-1909 studiował na wydziale prawa UJ, działacz Stowarzyszenia Młodzieży Socjalistycznej „Ruch”, gdzie był członkiem zarządu. Później działał i był pierwszym prezesem organizacji socjalistycznej „Spójnia”. Od 1905 członek SDKPiL, kierownik mieszczącego się w jego mieszkaniu biura partyjnego służącego jako punkt kontaktowy dla emigrantów politycznych z Królestwa Polskiego. W swoim mieszkaniu zorganizował też skład wydawnictw SDKPiL przemycanych później do Królestwa Polskiego. Współpracował m.in. z Feliksem Dzierżyńskim i Józefem Unszlichtem. VI 1906 jako gość wziął udział w V Zjeździe SDKPiL w Zakopanem. Po uzyskaniu stopnia doktora prawa przebywał na praktyce w Wiedniu (1910-1911), później był adwokatem w różnych miejscowościach. 1917 powołany do austriackiej armii. W okresie II RP mieszkał i prowadził kancelarię adwokacką w Ciężkowicach k. Tarnowa. W tym czasie nie brał bezpośredniego udziału w ruchu komunistycznym, choć utrzymywał kontakty z KPP-owcami i udzielał im wszechstronnej pomocy. Podczas okupacji ukrywał się w Lublinie, potem w Jaśle i Warszawie pod nazwiskiem Michał Bukowski. W końcu IX 1944 przedostał się w okolice Łowicza, po wojnie krótko pracował w zarządzie miasta Wrocławia, później z powodu choroby przerwał pracę i wrócił do Lublina, gdzie VII 1946 wstąpił do PPR, następnie PZPR. Przez rok był radcą prawnym w Państwowej Centrali Handlowej, od 1 III 1948 sędzia, a od VIII 1948 do X 1961 wiceprezes Trybunału Ubezpieczeń Społecznych w Warszawie. Od X 1961 na emeryturze. Odznaczony m.in. Orderem Sztandaru Pracy II klasy (20 stycznia 1955) („za zasługi w solidarnej walce wespół z klasą robotniczą Rosji o obalenie caratu oraz o narodowe i społeczne wyzwolenie ludu polskiego”).